# خليل ألتينتوب
خليل ألطنتوب ((بالتركية: Halil Altıntop))، من مواليد 8 ديسمبر 1982 في غيلسنكيرشن في ألمانيا، لاعب كرة قدم تركي، وهو أخو حميد ألتينتوب التوأم.
يلعب مع نادي شالكه الألماني.

## مسيرته الكروية
لعب خليل ألتينتوب خلال مسيرته الاحترافية مع 7 أندية في عشرون موسمًا وسجل خلالها 120 هدف ضمن 515 مباراة. حيث فاز في موسم واحد بالكأس ولم يفز بأي دوري.
خاض خليل ألتينتوب مسيرته مع نادي فاتنشايد 09 في موسم 2000–01 واستمر معه طيلة ثلاثة مواسم، مشاركًا في 81 مباراة سجل خلالها 38 هدفًا. ثم انتقل إلى نادي كايزرسلاوترن في موسم 2003–04 في المرة الأولى واستمر معه طيلة ثلاثة مواسم ثم في موسم 2017–18 لمدة موسم واحد، حيث شارك طوالها في 105 مباراة سجل خلالها 29 هدفًا. لينتقل بعدها إلى نادي شالكه 04 في موسم 2006–07 ليلعب معه أربعة مواسم، مشاركًا في 96 مباراة سجل خلالها 16 هدفًا. ثم انتقل إلى نادي آينتراخت فرانكفورت في موسم 2009–10 ولمدة موسمين، مشاركًا في 49 مباراة سجل خلالها 3 أهداف. هذا وانتقل لاحقًا إلى نادي طرابزون سبور في موسم 2011–12 ولمدة موسمين، مشاركًا في 61 مباراة سجل خلالها 13 هدفًا. ثم انتقل بعدها إلى نادي آوغسبورغ في موسم 2013–14 ليلعب معه أربعة مواسم، مشاركًا في 115 مباراة سجل خلالها 20 هدف.

## روابط خارجية
- خليل ألتينتوب على موقع الاتحاد الدولي (مؤرشف)  (الإنجليزية)
- خليل ألتينتوب على موقع الاتحاد الأوربي (الإنجليزية)
- خليل ألتينتوب على موقع اتحاد تركيا (لاعب) (الإنجليزية)
- خليل ألتينتوب على موقع قاعدة بيانات كرة القدم.إي يو (الإنجليزية)
- خليل ألتينتوب على موقع بيانات كرة القدم. دي إي (الألمانية)
- خليل ألتينتوب على موقع ناشيونال فوتبول تيمز (الإنجليزية)
- خليل ألتينتوب على موقع Soccerbase.com (لاعب) (الإنجليزية)
- خليل ألتينتوب على موقع Soccerway.com (الإنجليزية)
- خليل ألتينتوب على موقع عالم كرة القدم.نت (الإنجليزية)
- خليل ألتينتوب على موقع AS.com (الإسبانية)